# Katakel
Katakel est une localité du Sénégal, située dans le département de Kaffrine et la région de Kaffrine.
C'est le chef-lieu de l'arrondissement de Katakel depuis la création de celui-ci par un décret du 10 juillet 2008.
On y dénombre 587 personnes pour 55 ménages.